# Meryem Benm'Barek-Aloïsi
Meryem Benm'Barek-Aloïsi (Rabat, 1984) es una directora de cine y guionista marroquí, ganadora en 2018 del premio al mejor guion en el Festival de Cannes.

## Trayectoria
Meryem Benm'Barek-Aloïsi nació en 1984 en Rabat, Marruecos. Estudió lenguas árabes en el Institut National des Langues et Civilisations Orientales en París. En 2010, cursó dirección en la escuela de cine INSAS en Bruselas. Benm'Barek-Aloïsi dirigió cinco cortometrajes en Bruselas, entre ellos Nor (2013) y Jennah (2014), que narra la historia de una niña de 13 años que creció en Marruecos. Benm'Barek-Aloïsi realizó exposiciones de arte sonoro en el Museo de Victoria y Alberto de Londres.
En 2017, la Fundación Gan para el Cine, otorgó a Benm'Barek-Aloïsi una subvención. Además, ese mismo año, el Instituto de Cine de Doha nombró a Benm'Barek-Aloïsi beneficiaria de una subvención. En 2018, estrenó la película Sofia que muestra la historia de una mujer marroquí de 20 años que da a luz fuera del matrimonio, algo ilegal en su país, por lo que el hospital le da 24 horas para que entregue la documentación del padre del niño antes de alertar a la policía.

## Reconocimientos
En 2015, con su cortometraje Jennah, obtuvo el premio del jurado al Mejor Cortometraje de New Mavericks en el Festival de Cine de Atlanta, además del Gran Premio al Mejor Cortometraje en el Festival Internacional de Cine de Rhode Island. En 2018, obtuvo el premio al mejor guion por la película Sofia en la sección Un Certain Regard del Festival de Cannes.

## Filmografía
| Año  | Película       | Papel    | Notas                                                       |
| ---- | -------------- | -------- | ----------------------------------------------------------- |
| 2018 | Sofía          | Director | Premio al mejor guion, Festival de Cannes 2018              |
| 2014 | Jennah (corto) | Director | Ganador del Gran Premio 2014 en el Festival de Rhode Island |
| 2013 | Ni (corto)     | Director | Filmado en Bruselas, Bélgica                                |